# Heinlein Adolf
Heinlein Adolf Antal (Besztercebánya, 1832. március 18. – Besztercebánya, 1880. december 29.) gimnáziumi tanár.

## Élete
Szülei Heinlein Henrik (1803–1854) polgár, kordoványos (tímár, bőrcserző) és Kupcsik Zsuzsanna, utóbbit kilenc éves korában vesztette el. Felesége Gryllusz Paulina, gyermekeik Heinlein Emil András (1865–?) lelkész, Paula és Adolf (1870–1905).
Iskoláit és a gimnáziumot 1842-től Besztercebányán végezte. Oktatói voltak Klimo Sámuel, Dillnberger Károly, Polevkovics János, Kuzmányi Károly, Grossmann Tódor Lajos és Zsarnoviczky György. Bölcsészetet 1849–1952 között a Selmecbányai evangélikus líceumban végezte, ahol Suhajda Lajos Mátyás, Válykó Ede, Szrenka József, Király József Pál, Csecsetka Sámuel, Kövessy János és Kunz Károly oktatták. Besztercebányai egyházi és selmecbányai tanulmányi ösztöndíjat is kapott. 1852-1855 között a bécsi evangélikus teológiai fakultáson tanult, ahol Stählin H. Ágoston egyháztanácsos, Kuzmányi Károly, Laitner P., Otto Károly és Georg Gustav Roskoff oktatták. Bécsben állami ösztöndíjban részesült. Ezt követően a Hallei Egyetemre ment, ahol August Tholuck, Julius Müller, Johann Erdmann és Joachimthal voltak oktatói. 1856-ban tért haza, s haláláig a besztercebányai evangélikus gimnázium (akkor ideiglenesen reáltanoda) oktatója, 1860-ig és későbben is igazgatója, 1858–1863 között rektora[forrás?] volt. Latin és görög nyelvet, illetve matematikát tanított. Kilenc tanítványa lett tanár.
Magyarul, németül és szlovákul is tudott. 1856-tól 10 éven át a besztercebányai hitelegylet pénztárnoka, a besztercebányai evangélikus egyház pénztárnoka is volt. Teológiával is foglalkozott.
Bélrák következtében hunyt el. A besztercebányai evangélikus temetőben helyezték örök nyugalomra. Barátja Baltik Frigyes helyett Mockovcsák János Tivadar végezte a gyászszertartást.
A helyi sajtóban jelentek meg cikkei. Naplója feldolgozatlan.